# Албанія на Євробаченні Юних Музикантів
Албанія брала участь у Євробаченні Юних Музикантів, що проводиться кожні два роки, лише один раз у 2018 році.

## Учасники
Умовні позначення
     Переможець
     Друге місце
     Третє місце
     Не пройшла до фіналу
     Участь скасовано
     Не брала участі
| Рік                               | Місце проведення | Учасник      | Інструмент | Фінал                      | Півфінал |
| --------------------------------- | ---------------- | ------------ | ---------- | -------------------------- | -------- |
| 2018                              | Единбург         | Клаудіо Зото | Віолончель | Не вдалося кваліфікуватися | -        |
| Не брала участі в 2020-2024 роках |                  |              |            |                            |          |